# London Journal of Botany
Le London Journal of Botany (abrév. London J. Bot.) est une revue scientifique illustrée  de descriptions botaniques qui a été éditée à Londres par William Jackson Hooker. Sept numéros ont été publiés dans les années 1842-1848. Elle fut précédée par Journal of botany (J. Bot. (Hooker) et remplacée par Hooker's Journal of Botany and Kew Garden Miscellany.
Titre complet : The London journal of botany : containing figures and descriptions of such plants as recommend themselves by their novelty, rarity, history, or uses : together with botanical notices and information and and occasional portraits and memoirs of eminent botanists (Le Journal de botanique de Londres : contenant des illustrations et descriptions de plantes qui se recommandent d'elles-mêmes  par leur nouveauté, leur rareté, leur histoire ou leurs utilisations : ainsi que des notices et informations botaniques, et des portraits et mémoires occasionnels de botanistes éminents).